# Большие Клыки
Большие Клыки — бывшая деревня, в советский период — село, в настоящее время — посёлок (жилой массив) с малоэтажной застройкой в составе Казани.

## Территориальное расположение, границы
Посёлок Большие Клыки находится в восточной части Казани, на территории Советского района. Он протянулся на расстоянии более 2 км с севера на юг вдоль левого берега реки Нокса.
По руслу этой реки проходит восточная граница Больших Клыков, отделяющая этот посёлок от многоэтажных жилых комплексов «Весна» и «Весна—2», а также от северной части посёлка Вознесенское. Северная граница Больших Клыков проходит вдоль 800-метрового участка крупной транспортной магистрали — Мамадышского тракта, на противоположной стороне которого находится посёлок Малые Клыки. Западная граница Больших Клыков проходит ломаной линией вдоль небольшого отрезка улицы Дуслык, затем вдоль улиц Качаклар, Магистральной, Новоселья и Тыныч, отделяя посёлок от многоэтажной застройки жилого района Азино. Южная граница Больших Клыков проходит вдоль северной кромки Азинского леса.

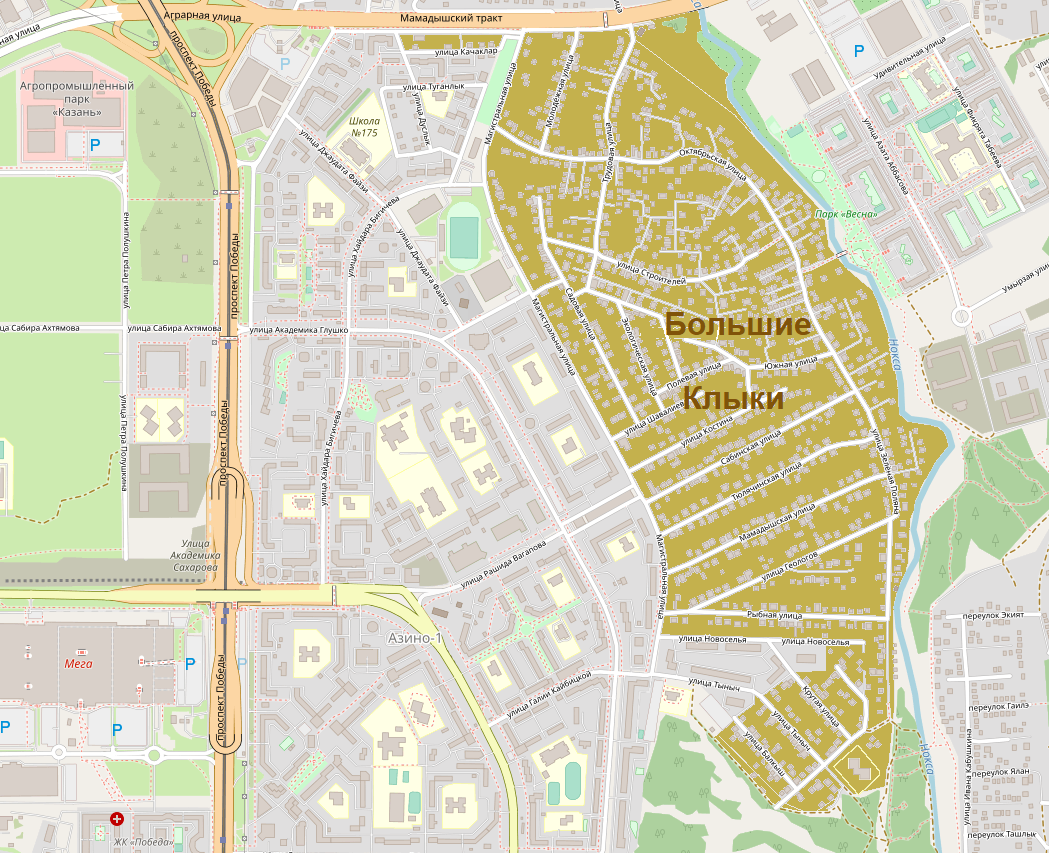
Карта посёлка Большие Клыки

## Население
| Год  | Общая численность | Численность мужчин | Численность женщин |
| ---- | ----------------- | ------------------ | ------------------ |
| 1859 | 337               | 162                | 175                |
| 1885 | 363               | 176                | 187                |
| 1897 | 424               | —                  | —                  |
| 1907 | 432               | —                  | —                  |
| 1927 | 525               | —                  | —                  |
| 1949 | 446               | —                  | —                  |
| 1958 | 560               | —                  | —                  |
| 1989 | 1405              | —                  | —                  |
| 1992 | 1261              | —                  | —                  |
| 2000 | 1174              | —                  | —                  |

Исторически Большие Клыки являлись русским поселением, но в советский период здесь появилось значительное количество татар. По состоянию на 1992 год, доля русских среди жителей села составляла 63%, татар — 36%. По состоянию на 2000 год, соотношение русских и татар сохранилось в той же пропорции, при этом численность русских жителей составляла 752 человека, численность татар — 422 человека.

## Административно-территориальная принадлежность
В дореволюционный период и вплоть до 1920 года Большие Клыки территориально относились к Казанскому уезду и входили в состав Воскресенской волости.
С образованием в 1920 году Татарской АССР уезды были упразднены и заменены кантонами, которые также делились на волости. Большие Клыки вошли в состав Арского кантона, при этом сохранив свою принадлежность к Воскресенской волости. 
В 1927 году в рамках процесса районирования из Арского кантона была выделена юго-западная часть, на территории которой был создан Казанский район с центром в Казани. В состав этого района вошли пригородные территории вокруг столицы Татарской АССР, в том числе Большие Клыки. 
С упразднением Казанского района в 1938 году Большие Клыки вошли в состав Столбищенского района, а с упразднением его в 1959 году — в состав Высокогорского района. В 1963 году село включили в состав Пестречинского района, но в 1965 году оно вновь оказалось в Высокогорском районе, где и находились до 1998 года.
27 ноября 1998 года Большие Клыки вместе с соседними Малыми Клыками вошли в состав Казани, став частью Советского района.

## История

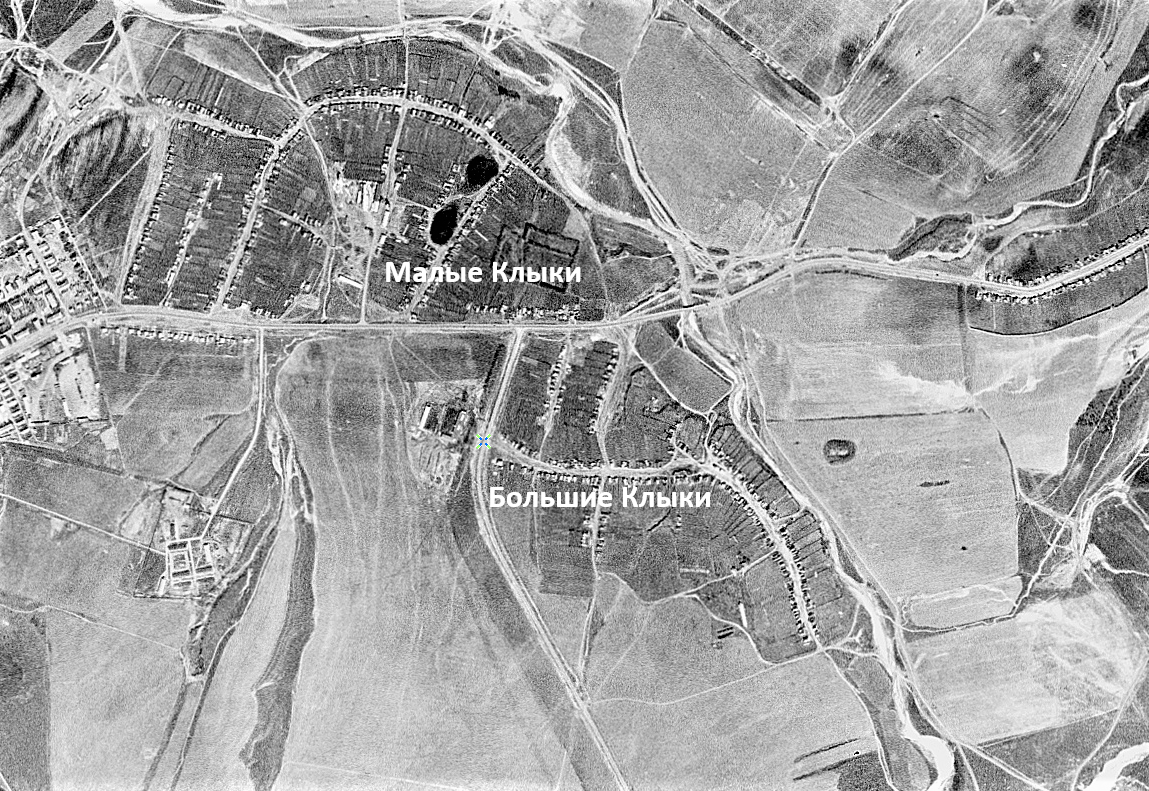
Большие и Малые Клыки на снимке с американского спутника (8 мая 1972)

Деревня впервые упоминается в Писцовой книге Казанского уезда 1565—1568 годов (по И. А. Износкову — 1567 год) как вотчина Спасо-Преображенского монастыря.
В Писцовой книге Казанского уезда 1647—1656 годов она упоминается под названием Большие Клыки на реке на Ноксе, в которой «пашни паханые крестьянские тринатцать длинников, полдесята поперечника, итого сто дватцать три десятины с полудесятиною в поле, а в дву по тому ж».
В 1764 году в соответствии с манифестом Екатерины II о секуляризации монастырских земель Большие Клыки перешли в разряд казённых деревень, а её жители были переведены из монастырских крестьян в экономические, но позднее стали государственными крестьянами, находясь в таком состоянии до 1860-х годов. 
В дореволюционный период Большие Клыки значились в составе прихода села Вознесенское. Расстояние до Казани составляло 6 вёрст, до волостного правления в селе Воскресенском — 10 вёрст. 
По состоянию на 1885 год, жители Больше-Клыковского сельского общества имели земельный надел площадью 880 десятин в «дачах сёл Вознесенское и Богородское с дер.». Помимо хлебопашества, многие из них занимались огородничеством, а некоторые — кузнечным промыслом (производство кроватей, капканов и ножей), пчеловодством, торговлей. В самой деревне имелось 60 дворов и два «кирпичных сарая» (кирпичное производство). 
В начале XX века в Больших Клыках имелась земская школа, открытая в 1886 году, а также 3 мелочные лавки; в этот период земельный надел сельского общества составлял 983,2 десятин.

## Уличная сеть
В посёлке Большие Клыки находятся дома с адресацией по 24 улицам и одному тракту. Из них самым протяжённым является Мамадышский тракт (7332 м), хотя на участке Больших Клыков его длина составляет всего около 800 м. В рамках посёлка самой протяжённой является улица Магистральная (1860 м), а самой короткой — улица Амарантовая (178 м).
| Список улиц посёлка Большие Клыки | Список улиц посёлка Большие Клыки | Список улиц посёлка Большие Клыки | Список улиц посёлка Большие Клыки                                        | Список улиц посёлка Большие Клыки |
| Название улицы                    | Фотоизображение                   | Вариант адресной таблички         | Документ, которым утверждено название                                    | Длина (в метрах)                  |
| --------------------------------- | --------------------------------- | --------------------------------- | ------------------------------------------------------------------------ | --------------------------------- |
| Амарантовая улица                 |                                   |                                   | —                                                                        | 178                               |
| Балкыш улица                      |                                   |                                   | Постановление Главы администрации г. Казани от 4 июня 1998 года № 1104   | 249                               |
| Геологов улица                    |                                   |                                   | —                                                                        | 680                               |
| Заречная улица                    |                                   |                                   | —                                                                        | 227                               |
| Зелёная Поляна улица              |                                   |                                   | —                                                                        | 1132                              |
| Качаклар улица                    |                                   |                                   | Решение Казанской городской думы от 17 мая 2007 года № 20-17             | 336                               |
| Костина улица                     |                                   |                                   | —                                                                        | 483                               |
| Крутая улица                      |                                   |                                   | Постановление Главы администрации г. Казани от 4 июня 1998 года № 1104   | 250                               |
| Магистральная улица               |                                   |                                   | —                                                                        | 1860                              |
| Мамадышская улица                 |                                   |                                   | Решение Казанской городской думы от 17 мая 2007 года № 20-17             | 658                               |
| Мамадышский тракт                 |                                   |                                   | Протокол комиссии Казанского городского совета от 2 ноября 1927 года б/н | 7332                              |
| Молодёжная улица                  |                                   |                                   | —                                                                        | 340                               |
| Новоселья улица                   |                                   |                                   | Постановление Главы администрации г. Казани от 4 июня 1998 года № 1104   | 397                               |
| Октябрьская улица                 |                                   |                                   | —                                                                        | 1270                              |
| Полевая улица                     |                                   |                                   | —                                                                        | 222                               |
| Рыбная улица                      |                                   |                                   | —                                                                        | 537                               |
| Сабинская улица                   |                                   |                                   | Решение Казанской городской думы от 17 мая 2007 года № 20-17             | 639                               |
| Садовая улица                     |                                   |                                   | —                                                                        | 666                               |
| Строителей улица                  |                                   |                                   | —                                                                        | 607                               |
| Трудовая улица                    |                                   |                                   | —                                                                        | 755                               |
| Тыныч улица                       |                                   |                                   | Постановление Главы администрации г. Казани от 4 июня 1998 года № 1104   | 662                               |
| Тюлячинская улица                 |                                   |                                   | Решение Казанской городской думы от 17 мая 2007 года № 20-17             | 648                               |
| Шавалиева улица                   |                                   |                                   | Решение Казанской городской думы от 17 мая 2007 года № 20-17             | 270                               |
| Экологическая улица               |                                   |                                   | —                                                                        | 321                               |
| Южная улица                       |                                   |                                   | —                                                                        | 230                               |